# Steventon, Hampshire
Steventon és un petit poble al nord de Hampshire, Regne Unit. Segons el cens de 2001, té una població de 219 habitants. Està situat al nord-est de Basingstoke, prop dels pobles de Overton i North Waltham, en setè encreuament de la M3,
Steventon és conegut per ser el lloc on va néixer l'escriptora Jane Austen el 16 de desembre de 1775. La rectoría del poble, on ella nasqué i on va escriure Orgull i prejudici, L'abadia de Northanger i Seny i sensibilitatat va ser derruïda el 1824. Aquest lloc està encara marcat per un arbre el qual es creu que va ser plantat pel seu germà gran, James, que va heretar la parròquia per part del seu pare.